# Stara Synagoga w Tarnobrzegu
Stara Synagoga w Tarnobrzegu – nieistniejąca już, drewniana synagoga znajdująca się w Tarnobrzegu przy obecnej ulicy Szerokiej.
Synagoga została zbudowana na początku XIX wieku. Spłonęła podczas pożaru miasta w 1862 roku. W tym samym roku na jej miejscu zaczęto wznosić nową, murowaną synagogę, której budowę ukończono w 1870 roku.